# Bo Cavefors
Bo I. Cavefors (* 14. November 1935; † 16. Oktober 2018 in Malmö) war Verleger, Autor, Schriftsteller und Künstler in Malmö, Schweden.
Er publizierte monatlich die schwedische Internetzeitschrift Svarta Fanor (schwarze Fahne) und Cavefors positioner. In den vergangenen Jahren erschienen seine kontrovers diskutierten Texte in Buchform.